# Kenmore (Metro de Boston)
Kenmore  es una estación en el Ramal B, el Ramal D y el Ramal C de la línea verde del Metro de Boston. La estación se encuentra localizada en 500 Commonwealth Avenue en Boston, Massachusetts. La estación Kenmore fue inaugurada el 23 de octubre de 1932. La Autoridad de Transporte de la Bahía de Massachusetts es la encargada por el mantenimiento y administración de la estación. 

## Descripción
La estación Kenmore cuenta con 2 plataformas centrales y 4 vías. 

## Conexiones
La estación es abastecida por las siguientes conexiones: 
- Rutas de autobuses: 8, 57, 60, 65, 19